# Curació

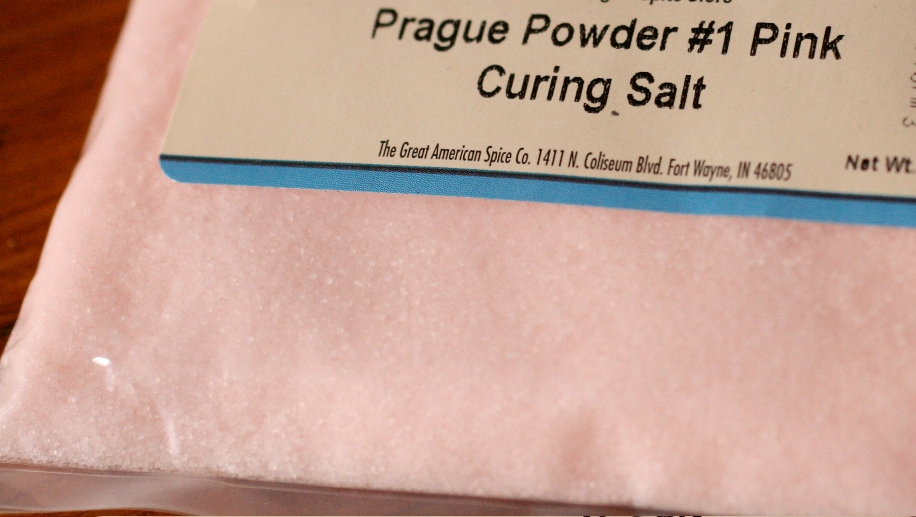
Sac de pols de Praga o sal d'adobar, mescla de sal i nitrit de sodi amb un color rosa

L'adob és una tècnica de conservació de carn o de peix que s'asseca després un adobatge amb salmorra, al qual es poden afegir altres condiments, seguit per una perióde d'assecatge o de maduració o envelliment. Sobretot en regions més humides, s'hi afegeix el fumatge.
De l’antiguitat ençà, s'ha cercat maneres de guardar aliments de temporada per poder-los consumir durant tot l'any i poder alimentar-se en temps d'escassetat. Abans de la invenció de les tècniques de refrigeració l'adob era una de les principals maneres per a conservar aliments. Avui serveix més aviat per desenvolupar el gust. A méq de les tècniques artesanes ancestrals que demanen molt de temps, se'n va industrialitzar el procediment per a accelerar la maduració i reduir la pèrdua d'aigua, i de pes.
S'ha de diferenciar de la marinada, una tècnica culinària en la qual es deixa reposar la vianda en un líquid aromàtic unes hores perba fer la més saborosa o entendrir-la o de l'escabetx que es fa servir per a assaonar i conservar viandes en un líquid.

## Procediment
Primer es fa adobar la vianda en salmorra, una solució quasi saturada de sals comestibles, nitrats, nitrits o sucre.
Amb la sal es treu aigua, es canvia la pressió osmòtica i es retarda el creixement de microorganismes que produeixen la  descomposició. El sucre per a l'adob d'aliments o candiment (quan s'adoba amb sucre o almívar) pot ser en diverses formes com la sacarosa, la mel i xarops. Tret de la cansalada, no contribueix gaire a la sabor, però alleuja el gust fort de la sal. També contribueix als bacteris bioconservadors com Lactobacillus.

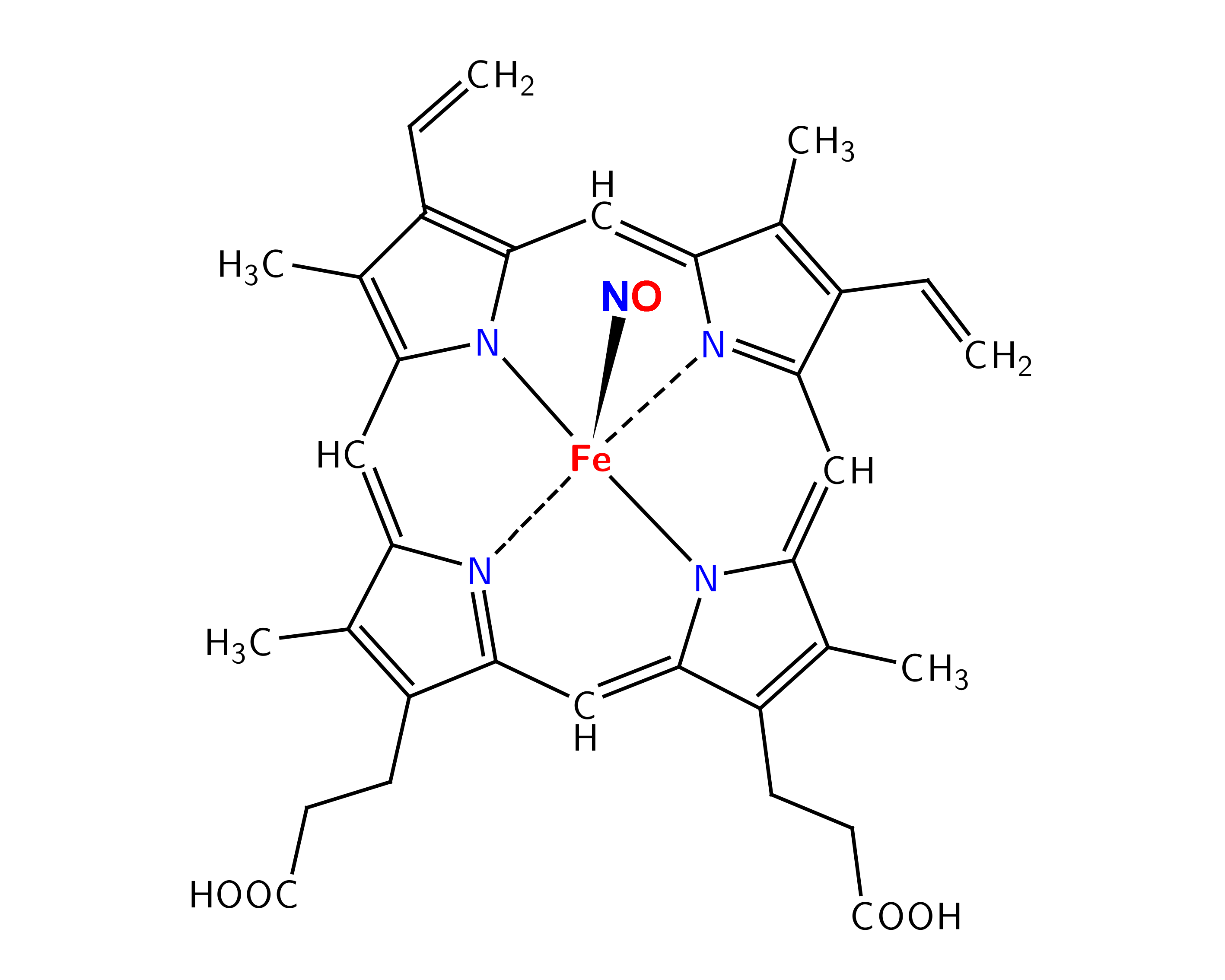
Nitrosyl-heme

Els nitrats i nitrits no sols ajuden a matar els bacteris sinó que també donen gustos i color (rosa o vermell) a la carn. Nitrat (NO₃-), generalment subministrat pel nitrat de sodi o nitrat de potassi, que es fa servir com a font de nitrit (NO₂-). El nitrit es transforma en la carn en monòxid de nitrogen (NO), que s'enllaça amb el ferro i redueix l'oxidació, a més de donar un color marró vermellós quan és crua i rosat en coure-la. Si s'afegeix ascorbat es redueix la nitrosamina, però s'augmenta la nitrosilació del ferro. L'ús de nitrats en la conservació d'aliments és controvertida per la formació de nitrosamines quan es cou a alta temperatura.

## Embotits adobats dels Països Catalans
A Catalunya els embotits són un tresor gastronòmic i hi ha moltes variats pel que fa a elaboració, forma i denominació. Es distingeix entre embotits crus, cuits, i adobats assecats. Entre els adobats assecats destaquen, entre d'altres, la llonganissa, el llom curat, la cansalada, la sobrassada, el pernil salat o serrà.
A les Illes Balears, les condicions climàtiques, en especial la temperatura i la humitat, no són adequades per a la conservació de la carn mitjançant l'adob de peces senceres. Per això s'han creat més aviat embotits a partir de carn capolada amb espècies, la més coneguda de les quals és la sobrassada en les seves diferents variants, la carn-i-xulla de Menorca, el botifarró i el camaiot.